# Nashville Soccer Club
El Nashville Soccer Club es un equipo de fútbol de los Estados Unidos con sede en la ciudad de Nashville, Tennessee. Nashville SC se unió a la Conferencia Este de la Major League Soccer para la temporada 2020. 
Disputa sus encuentros de local en el Geodis Park (Nashville Fairgrounds Stadium), estadio con capacidad para 30.000 espectadores. El club es propiedad de tres billonarias familias: los Ingram, los Turner y los Wilf.

## Historia

### Fútbol en Nashville
La ciudad de Nashville ha contado con varios equipos de fútbol en categorías menores del fútbol estadounidense. Equipos notables como el Nashville Metros (1989 - 2012) y el Nashville FC, que jugó recientemente en la National Premier Soccer League (NPSL) desde 2013 a 2016. La ciudad además alberga a los equipos de fútbol universitario de la NCAA Division !: el Belmont Bruins de la Universidad Belmont y los Lipscomb Bisons de la Universidad Lipscomb. Antes de estos equipos, el Nashville Diamonds participó en la American Soccer League de 1982, entonces la segunda división del fútbol del país.
El equipo de la NPSL, Nashville FC, fue fundado por un grupo de partidarios que tenía la intención de formar un equipo operado como propiedad de los fanáticos. El club NPSL tenía ambiciones de escalar en el sistema de ligas de fútbol de los Estados Unidos, con el objetivo de entrar a la United Soccer League, tercer nivel del fútbol estadounidense para 2017, y luego ascender a la División II del North American Soccer League para 2020. Sin embargo, en 2016, la USL otorgó una franquicia a un grupo de propietarios separado en Nashville. Nashville FC posteriormente vendió el nombre de su equipo, el logotipo y los colores del club a la nueva franquicia de la USL, que se conoció como Nashville SC , a cambio de una participación del 1 por ciento en el equipo de la USL y un puesto en su junta directiva.

### Expansión
En agosto de 2016, un grupo de líderes empresariales de Nashville de varias corporaciones grandes de la ciudad, formaron el Comité Organizador de la MLS de Nashville y comenzaron los esfuerzos para obtener fondos para un estadio de la MLS. El grupo apoyó totalmente al recientemente premiado equipo de expansión de la USL, el Nashville SC, que comenzó a jugar en 2018. Ambos grupos se apoyaron mutuamente en su visión común para hacer crecer el deporte en Tennessee. En octubre de 2017, el grupo dio a conocer sus planes por $ 275.millones para construir un estadio y un proyecto de re urbanización, el cual fue aprobado por la ciudad en noviembre.
La oferta formal para agregar una franquicia de la MLS a Nashville fue enviada en enero de 2017. El 4 de marzo de 2017, el empresario John Ingram, bajo la entidad Nashville Holdings LLC, compró la mayor parte del DMD Soccer, grupo de propietarios del Nashville SC. Ingram también subió su oferta para traer una franquicia de la MLS a Nashville, y la asociación entre Ingram y el Nashville SC se esforzaron por presentar un proyecto unido a la MLS, después de que Nashville fuese nombrada una de las diez ciudades finalistas para cuatro franquicias de expansión de la MLS. En agosto de 2017, Mark Wilf , Zygi Wilf y Leonard Wilf se unieron como inversionistas.
El 20 de diciembre de 2017 se anunció oficialmente que la ciudad de Nashville ganó un cupo de expansión para la Major League Soccer, y que el equipo podría unirse a la competición en el 2020.
El 21 de mayo de 2018, Ian Ayre fue anunciado como CEO de la franquicia, y el 30 de octubre del mismo año, Mike Jacobs fue anunciado como gerente general.
El 20 de febrero de 2019 se anunció que el nombre del equipo será Nashville Soccer Club.

## Símbolos

### Escudo y colores del club
Los colores primarios del club son el amarillo eléctrico y el azul marino, los que también son usados por el club de la USL. 
El escudo del club es un octágono dorado con un monograma de la letra "N" y rayas azules cruzadas en diagonal.

## Estadio
El Nashville SC utilizó sus primeras dos temporadas en la Major League Soccer (2020-2021) el Nissan Stadium perteneciente a los Tennessee Titans de la NFL.
El 1 de mayo de 2022 se inaugura su propio estadio el Geodis Park (Nashville Fairgrounds Stadium), con capacidad para 30.000 espectadores.

## Palmarés

### Torneos internacionales
| Competición internacional | Títulos | Subcampeonatos |
| ------------------------- | ------- | -------------- |
| Leagues Cup (0/1)         |         | 2023           |

## Jugadores

### Más apariciones en club
- Actualizado al 29 de septiembre de 2024.

| # | Jugador          | Años  | Liga | Playoffs | Copas Nacionales | Copas Internacionales | Total |
| - | ---------------- | ----- | ---- | -------- | ---------------- | --------------------- | ----- |
| 1 | Alex Muyl        | 2020– | 142  | 7        | 6                | 12                    | 167   |
| 2 | Joe Willis       | 2019– | 149  | 8        | 1                | 8                     | 166   |
| 2 | Hany Mukhtar     | 2020– | 142  | 8        | 4                | 12                    | 166   |
| 4 | Daniel Lovitz    | 2019– | 137  | 8        | 5                | 13                    | 163   |
| 5 | Walker Zimmerman | 2020– | 123  | 8        | 3                | 9                     | 143   |

### Máximos goleadores
- Actualizado al 29 de septiembre de 2024.

| # | Jugador          | Años      | Liga | Playoffs | Copas Nacionales | Copas Internacionales | Total |
| - | ---------------- | --------- | ---- | -------- | ---------------- | --------------------- | ----- |
| 1 | Hany Mukhtar     | 2020–     | 64   | 4        | 3                | 3                     | 74    |
| 2 | Sam Surridge     | 2023–     | 13   | 0        | 0                | 6                     | 19    |
| 3 | C.J. Sapong      | 2021–2023 | 17   | 0        | 1                | 0                     | 18    |
| 4 | Randall Leal     | 2020–     | 16   | 1        | 0                | 0                     | 17    |
| 5 | Walker Zimmerman | 2020–     | 13   | 0        | 0                | 2                     | 15    |

## Entrenadores

### Cronología de los entrenadores
- Gary Smith (2020-2024)
- Rumba Munthali (interino) (2024)
- B. J. Callaghan (2024-presente)